# Patriarca da Igreja do Oriente
O Patriarca da Igreja do Oriente, também conhecido como Patriarca do Oriente, Patriarca da Babilônia, Católico do Oriente ou Grande Metropolita do Oriente, é o patriarca, ou líder e bispo principal (às vezes referido como Católico ou líder universal) da Igreja do Oriente. A posição data dos primeiros séculos do Cristianismo dentro do Império Sassânida, e a Igreja tem sido conhecida por uma variedade de nomes, incluindo a Igreja do Oriente, Igreja Nestoriana, Igreja Persa, Igreja Sassânida ou Igreja Síria Oriental. No início o bispo que assumiu este título era conhecido como Metropolita Maior / Católico da Selêucia; Selêucia sendo a capital do Império Sassânida. Esta instituição foi inicialmente criada para servir de elo entre o patriarca de Antioquia e a comunidade cristã síria na Pérsia, que considerou a viagem ao Patriarcado de Antioquia arriscada devido à amarga rivalidade política entre os impérios romano e persa.
A partir de 1552, estabeleceram-se linhas patriarcais rivais, tradicionalistas de um lado e pró-católicas do outro. Nos tempos modernos, a sucessão patriarcal é reivindicada deste ofício para os ofícios patriarcais das Igrejas sucessoras: a Igreja Católica Caldeia, a Igreja Assíria do Oriente e a Igreja Antiga do Oriente.

## Evolução do ofício histórico de Católico do Oriente
No alvorecer do cristianismo no século I, havia duas grandes potências políticas que se opunham no Oriente Próximo e no Oriente Médio; o Império Romano (Bizantino) e o Império dos Partas (ou Persas Sassânidas desde o início do século III), cuja tradicional inimizade tem uma influência determinante na história daquela área durante séculos. A linha de fronteira entre esses impérios rivais dividia a paisagem da Mesopotâmia com a população de língua siríaca de ambos os lados. A grande cidade de Antioquia, onde apareceu pela primeira vez uma presença cristã fora da Palestina, era a capital da Província da Síria, na parte oriental do Império Romano. Os bispados da cidade de Antioquia têm uma importância especial na história do cristianismo como foi aqui São Pedro, o chefe dos Apóstolos, estabeleceu sua Sé Apostólica em 37 dC. Antioquia e regiões a leste dela foram colocadas sob os cuidados do Bispo/Patriarca de Antioquia e de todo o Oriente. (As leis da igreja cristã que tomaram forma no início da era através de concílios regionais e ecumênicos reafirmaram as jurisdições eclesiásticas dos Patriarcas de Antioquia, Alexandria e Roma).
Mas as barreiras políticas entre os impérios persa e romano e a amarga rivalidade de seus governantes tornaram as intercomunicações entre as duas regiões muito mais difíceis e perigosas. Houve casos em que clérigos da Pérsia que foram ordenados pelo Patriarca de Antioquia foram condenados à morte alegando ser espiões. Portanto, tornou-se necessário que o Patriarca investisse autoridade em um dignitário eclesiástico para exercer a administração na região persa.. Assim evoluiu o ofício histórico do Católico em Selêucia (capital persa). O Bispo/Católico de Selêucia atuou como representante do Patriarca de Antioquia, no Império Sassânida, com alguns privilégios exclusivos para consagrar bispos em nome do Patriarca. Embora as tentativas de colocar a Igreja sob esta autoridade única (bispo seleuciano) tenham começado no início do século IV, elas se tornaram frutíferas apenas um século depois. Inicialmente os outros prelados da Pérsia se opuseram à ideia de conferir poderes a este catolicismo, mas o apoio do Patriarcado de Antioquia ajudou a derrubar todas as barreiras.

## Os primeiros Católicos da Igreja do Oriente
Foi por volta do ano 300 que, pela primeira vez, foi feita uma tentativa de estabelecer a Igreja no Império Sassânida de forma organizada. A iniciativa para isso foi tomada pelo bispo Papa bar Agai (267-329) da capital real persa em Selêucia-Ctesifonte com o consentimento do Patriarca de Antioquia. Em 315 d.C., o bispo convocou um sínodo dos prelados persas em Selêucia, no qual tentou organizar as Igrejas locais, tendo ele mesmo como chefe. Mas os outros prelados, especialmente os da Pérsia propriamente dita, resistiram e até depuseram o bispo Papa. Nesse momento crucial, os bispos de Antioquia, Edessa e Nísibis vieram em seu socorro e o reintegraram como prelado da cidade principal.
Acredita-se que o título 'católico' foi usado pela primeira vez por este bispo Papa. De qualquer forma, nem este bispo seleuciano nem seus sucessores, até 410, nunca tiveram qualquer autoridade sobre outros bispados no Império Sassânida e, portanto, o título 'católico', se alguma vez usado pelo bispo Papa, não significa no mesmo sentido que foi conhecido mais tarde.
Cerca de um século depois, outra tentativa séria foi feita para unir todos os bispados do Império Sassânida. Em 410, um sínodo histórico das Igrejas na Pérsia foi realizado sob os auspícios do bispo Mar Maruta de Muifarcate (representante do Patriarca de Antioquia), que reconheceu pela primeira vez a primazia do metropolita de Selêucia. Assim Mar Isaque, o bispo de Selêucia torna-se o chefe da Igreja persa. Ele é aquele que é reconhecido como o primeiro "católico", com jurisdição sobre todo o Império Sassânida. Ele assumiu este título no Sínodo de Selêucia realizado em 410. O primaz, na época, também foi conferido com o título de "Grande Metropolita e Chefe de Todos os Bispos". (Em alguns outros registros, o título é mencionado como "Grande Metropolita de Todo o Oriente e Metropolita Maior de Selêucia-Ctesifonte".)

## Igrejas que reivindicam sucessão do Católico do Oriente
Desde os dias do estabelecimento do cristianismo na Pérsia, a Igreja ali teve que enfrentar severas perseguições; primeiro dos reinos parta e persa que consideravam os cristãos como seus adversários, depois pela dissidência crescida dentro de suas congregações e por causa das cruzadas, finalmente pelas agressões  muçulmanas e mongóis . Assim, a Igreja Síria na Pérsia/Oriente se separou em três Igrejas principais com mais duas subdivisões no século passado. As listas das Igrejas Siríacas no Oriente que estão sob Católicos separados são dadas abaixo.

### Ortodoxo Oriental
- Igreja Ortodoxa Síria (Jacobita) de Antioquia e Todo o Oriente;
- Igreja Ortodoxa Síria Malancara (separada da Igreja Ortodoxa Síria em 1912);

### Nestoriano
- Igreja Assíria do Oriente;
- Antiga Igreja do Oriente (separada da Igreja Assíria em 1968);

### Católico Romano
- Igreja Caldeia do Oriente (separada dos Nestorianos em 1445).